# Letiště Burgas

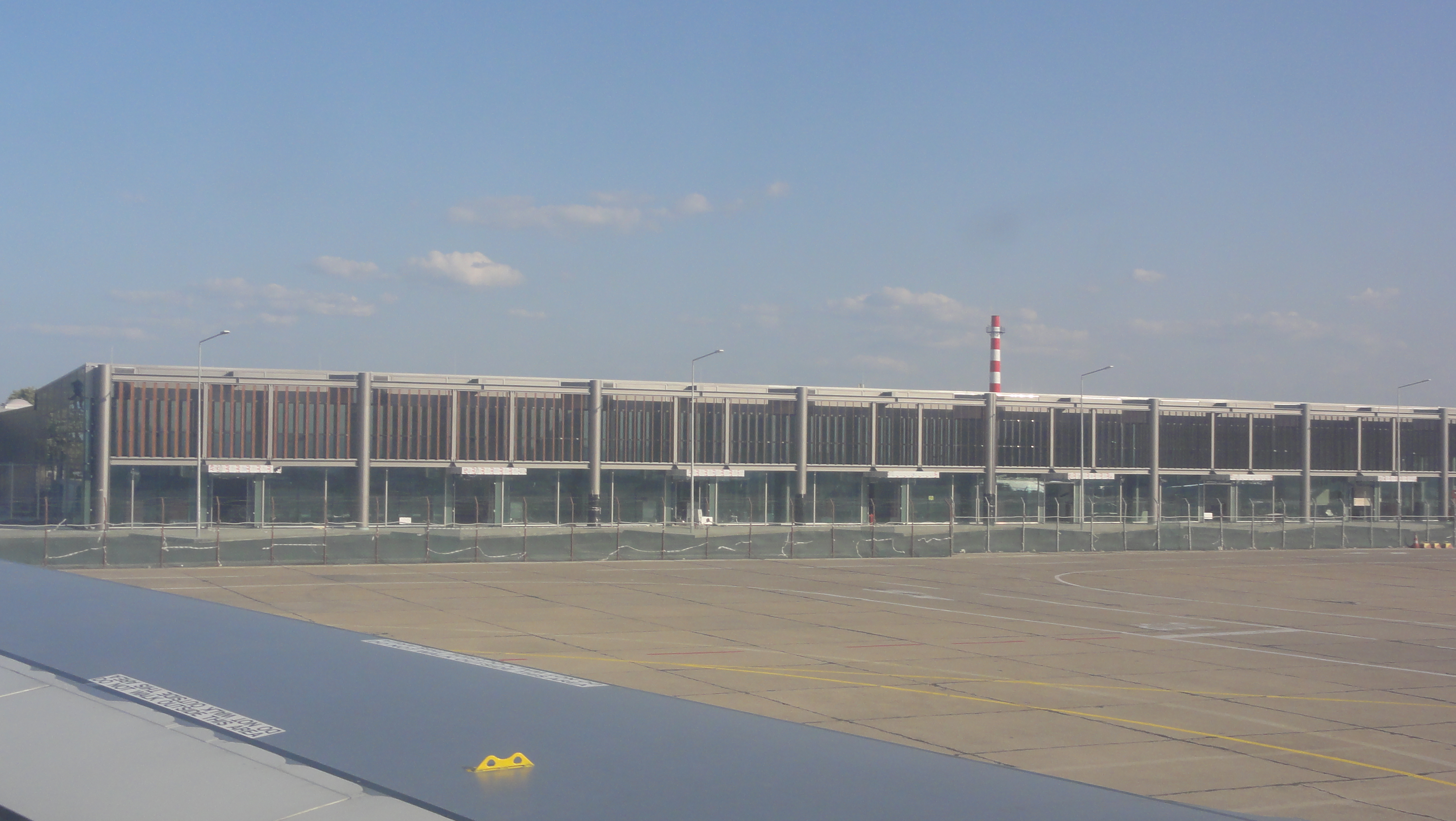
Nový odletový terminál

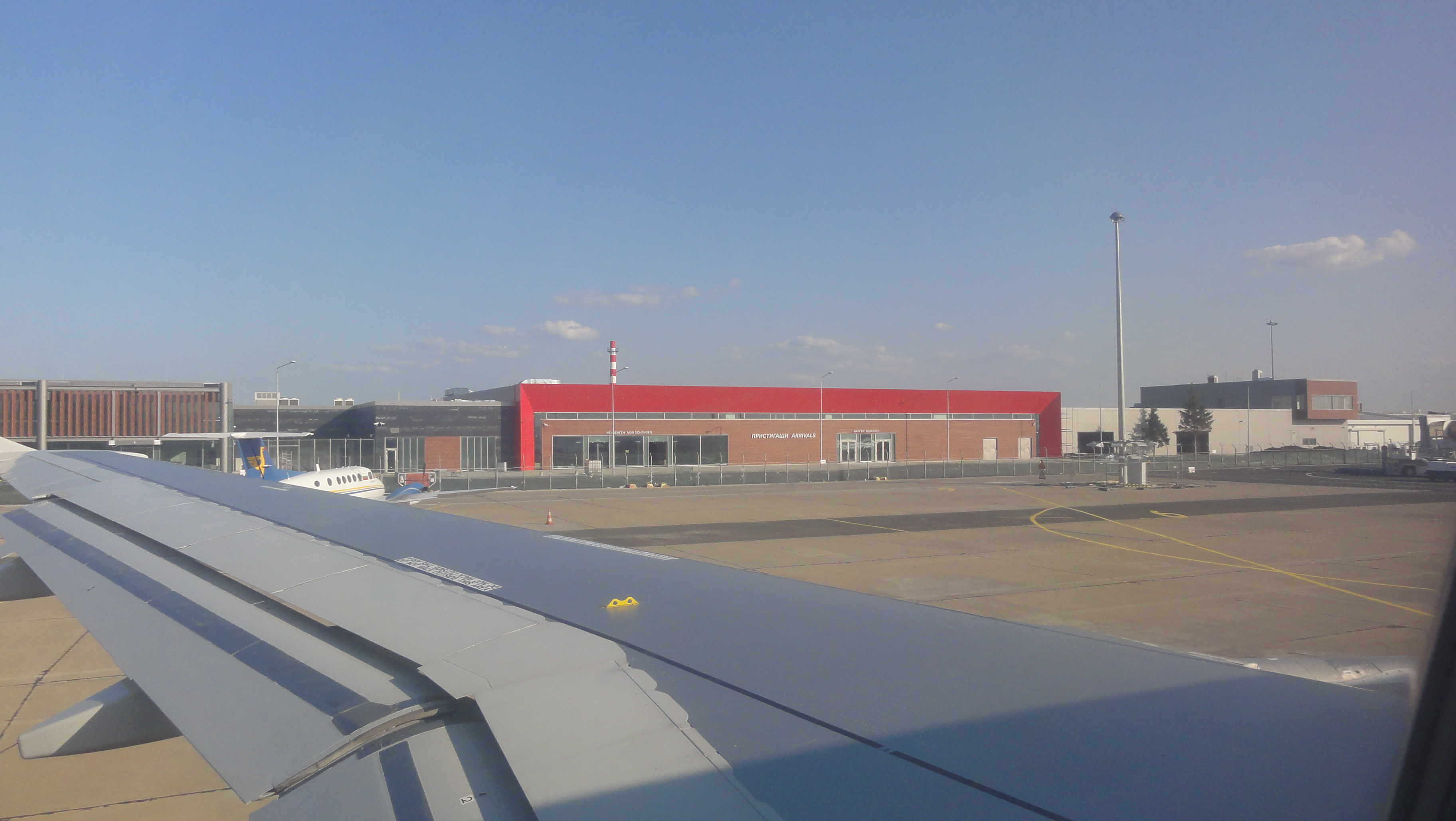
Nový příletový terminál

Mezinárodní letiště Burgas nebo starší Sarafovo (IATA: BOJ, ICAO: LBBG, bulharsky Летище Бургас – „Letisko Burgas“) je letiště na jihovýchodě Bulharska a druhé největší letiště v zemi. Od Burgasu je vzdáleno téměř 10 km severovýchodně, v městské části Sarafovo. Mezi letištěm a centrem města se nachází jezero Atanasovsko.
Letiště Burgas má čtvrtou nejdelší runway na Balkáně 3 200 m po letišti v Aténách, Sofii a Bělehradě. Letiště má dobrou dostupnost pro všechny druhy dopravy. V roce 2012 letiště odbavilo 2 356 865 cestujících, což představuje 5,7% nárůst oproti 2 229 045 cestujících v roce 2011.

## Historie
Dne 27. června 1927 se francouzská společnost CIDNA (nyní součást společnosti Air France) rozhodla vybudovat u plochy letiště v Burgasu rozhlasový vysílač a podepsala smlouvu s bulharskou vládou o jeho použití. Ve smlouvě se psalo, že zaměstnanci letiště v Burgasu musí mít bulharské občanství.
Dne 29. června 1947 se uskutečnil první let. Společnost Balkan Bulgarian Airlines začala provozovat vnitrostátní lety mezi Burgasem, Plovdivem a Sofií. V letech 1950 až 1960 proběhlo rozšíření a modernizace letiště, přibyla betonová dráha. V roce 1970 získalo letiště titul "mezinárodní letiště" a létalo se sem ze 45 destinací.
V současné době je letiště v Burgasu hojně využívané většinou v letních měsících, díky rostoucímu zájmu o cestovní ruch v Bulharsku. Letiště je již zastaralé a potřebuje nemalé investice do rozšíření a modernizace. V červnu 2006 bulharská vláda dlouhodobě pronajala letiště v Burgasu a ve Varně společnosti Fraport AG Frankfurt Airport Services Worldwide na 35 let za podmínky, že investice budou vyšší než 500 milionů eur.
Fraport bude spolupracovat se společností BM Star. Fraport zaplatí 60 % z investice, což představuje částku 403 milionů eur po dobu 35 let. Rekonstruovat se budou terminály a dráha, nakoupí se nová vozidla a další potřebné zařízení.
18. července 2012 na letišti explodovala nálož v autobuse, který přepravoval skupinku izraelských turistů. Při výbuchu zahynulo 7 lidí a zranilo se dalších 32. Šlo o teroristický útok.

## Vybavení

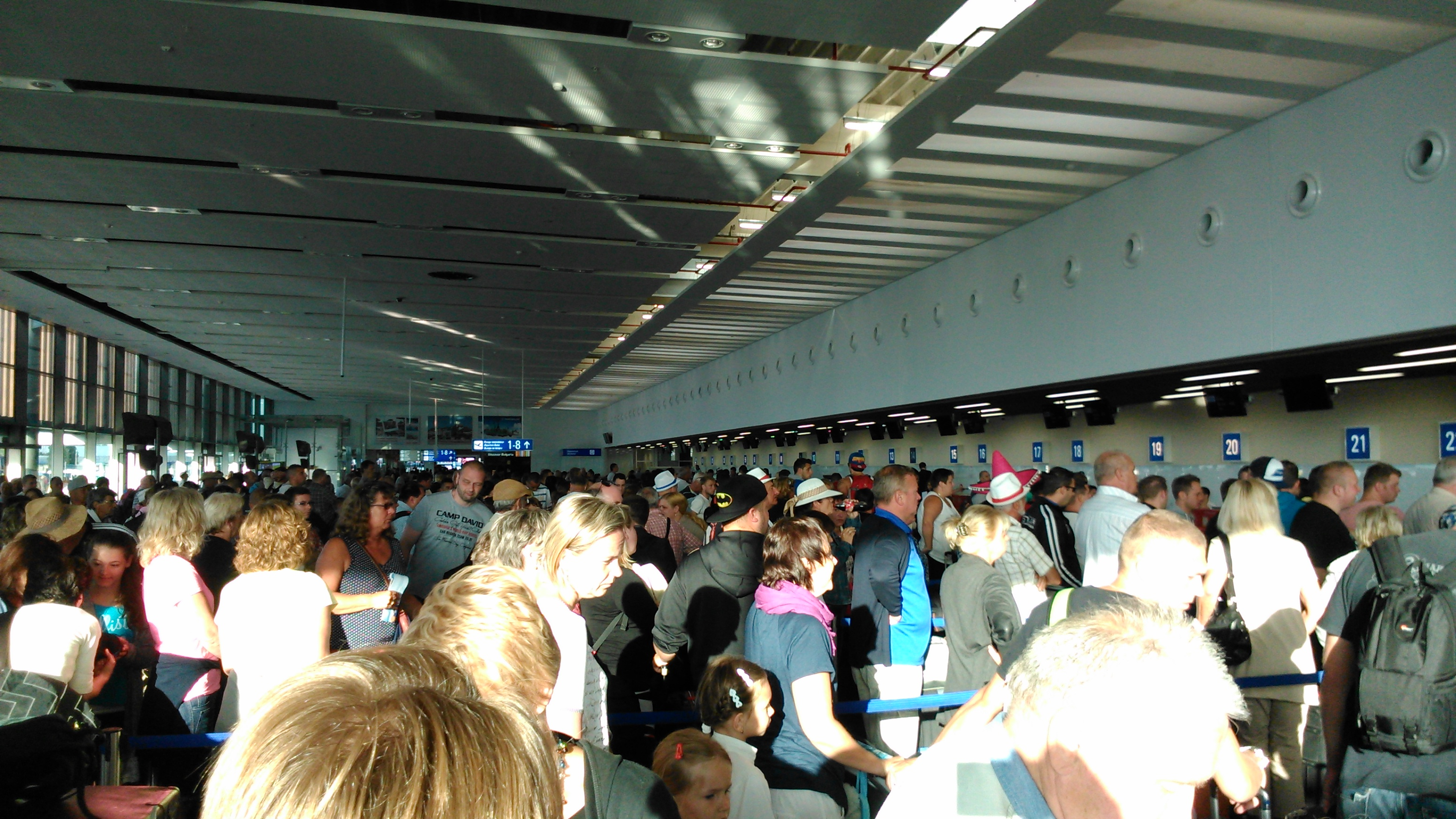
Check-in v odletovém terminálu letiště.

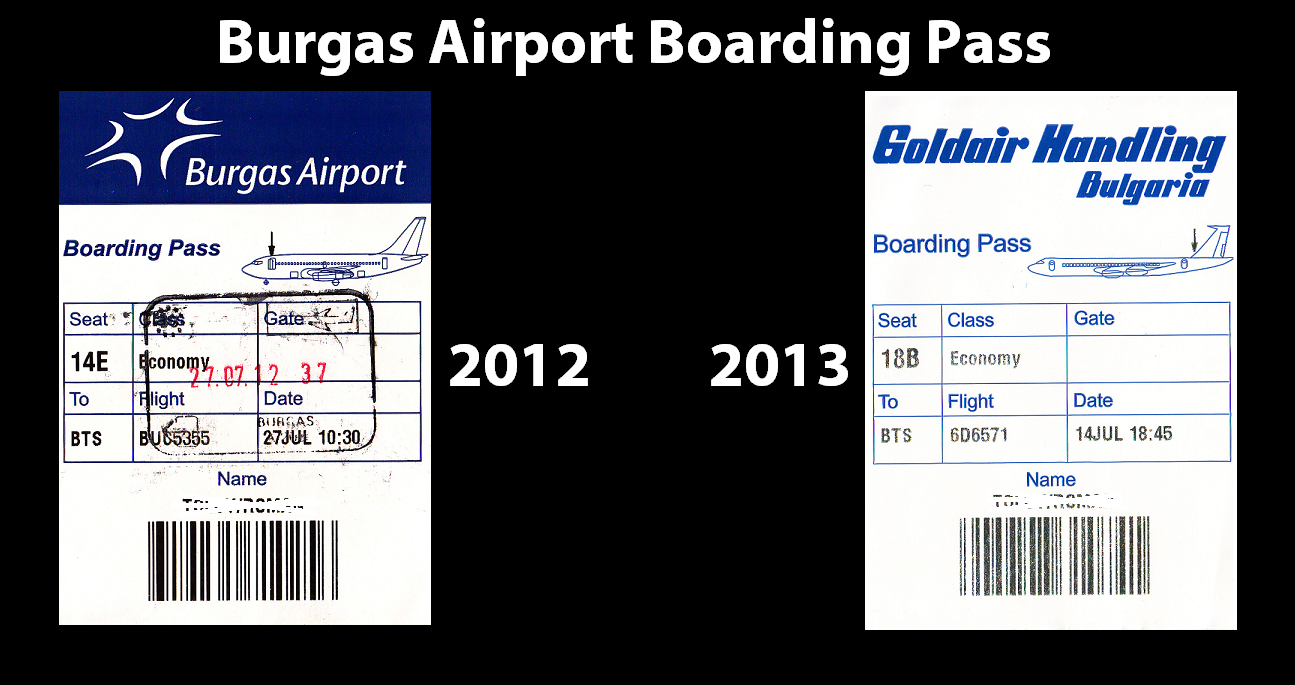
Starý (2012) a nový (2013) typ letenky.

### Terminály
V současnosti se na letišti nacházejí dva terminály, příletový a odletový terminál. První z nich byl vybudován v roce 1950 a druhý o 40 let později v roce 1990. V obou terminálech se nacházejí kavárny, fast-food restaurace, směnárny, duty-free obchody, VIP a zaměstnanecké místnosti.

#### Rozšíření
V prosinci 2011 začaly stavební práce na novém terminálu. Nový terminál má rozlohu 20 000 m2, kapacitu 2 700 000 cestujících a 31 check-in okének. Navrhovaný a budovaný je tak, aby se jeho kapacita mohla při dalším rozšíření zvětšit. Jeho výstavba byla dokončena v zimě roku 2013 a od prosince téhož roku je v provozu.

## Doprava

### Autobus
Linka č. 15: autobusová zastávka se nachází u vchodu do areálu letiště. Linka začíná a končí na jižní stanici v Burgasu.

### Taxi
Taxíky se nacházejí v přední části před příletové terminálem. Jízda taxíkem od letiště do Burgasu trvá přibližně 15 minut.

### Parkování
Cestující a návštěvníci, kteří přijdou na letiště v Burgasu se svým motorovým vozidlem mohou využít zpoplatněné parkoviště, které se nachází v bezprostřední blízkosti hlavní budovy terminálu. Parkoviště se 199 parkovacími místy je k dispozici 24 hodin denně.

## Aerolinie a destinace
Letiště Burgas je v provozu zejména od konce dubna do začátku října, kdy obsluhuje řadu sezónních a charterových letů.

### Pravidelné a sezónní linky[1][2]
(Aktualizováno 24. března 2024)
| Aerolinie                | Destinace          | Destinace |
| ------------------------ | ------------------ | --- |
| Aer Lingus               | Irsko              | Sezónně: Dublin |
| airBaltic                | Estonsko           | Sezónně: Tallinn |
| airBaltic                | Lotyšsko           | Sezónně: Riga |
| Arkia                    | Izrael             | Sezónní charter: Tel Aviv |
| Avion Express            | Litva              | Sezónní charter: Vilnius |
| BH Air                   | Dánsko             | Sezónní chartery: Billund · Kodaň |
| BH Air                   | Kosovo             | Sezónní charter: Priština |
| BH Air                   | Libanon            | Sezónní charter: Priština |
| BH Air                   | Norsko             | Sezónní chartery: Bergen · Stavanger |
| BH Air                   | Spojené království | Sezónní chartery: Aberdeen · Belfast · Cardiff · Durham · East Midlands · Edinburgh · Glasgow · Humberside · Leeds · Londýn–Gatwick · Londýn–Southend · Manchester · Newcastle |
| BH Air                   | Švédsko            | Sezónní charter: Göteborg |
| Blue Bird Airways        | Izrael             | Sezónně: Tel Aviv |
| Bulgaria Air             | Bulharsko          | Sezónně: Sofia |
| Bulgaria Air             | Česko              | Sezónní charter: Pardubice |
| Bulgaria Air             | Dánsko             | Sezónní charter: Billund |
| Bulgaria Air             | Izrael             | Sezónní charter: Tel Aviv |
| Bulgaria Air             | Slovensko          | Sezónní chartery: Bratislava · Košice · Poprad |
| Corendon Airlines        | Belgie             | Sezónní charter: Brusel |
| easyJet                  | Německo            | Sezónně: Berlín |
| easyJet                  | Spojené království | Sezónně: Londýn–Gatwick · Manchester |
| European Air Charter     | Německo            | Sezónní charter: Lipsko/Halle |
| European Air Charter     | Rakousko           | Sezónní charter: Linec |
| Eurowings                | Německo            | Sezónně: Düsseldorf · Frankfurt · Hamburk · Kolín/Bonn · Stuttgart |
| Eurowings                | Rakousko           | Sezónně: Salcburk |
| FlyOne                   | Moldavsko          | Sezónní charter: Jerevan |
| GetJet Airlines          | Litva              | Sezónní charter: Vilnius |
| Iberojet                 | Španělsko          | Sezónní charter: Madrid |
| Israir Airlines          | Izrael             | Sezónně: Tel Aviv |
| Jet2.com                 | Spojené království | Sezónně: Birmingham · Bristol · East Midlands · Glasgow · Leeds · Liverpool · Londýn–Stansted · Manchester · Newcastle                                                         |
| Jettime                  | Dánsko             | Sezónní chartery: Billund · Kodaň |
| Jettime                  | Finsko             | Sezónní chartery: Helsinky · Oulu |
| LOT                      | Polsko             | Sezónní charter: Varšava · Radom |
| Luxair                   | Lucembursko        | Sezónně: Lucemburk |
| Neos                     | Izrael             | Sezónní charter: Tel Aviv |
| Norwegian                | Dánsko             | Sezónně: Kodaň |
| Norwegian                | Finsko             | Sezónně: Helsinky |
| Norwegian                | Norsko             | Sezónně: Oslo \| sezónní chartery: Bergen · Trondheim |
| Norwegian                | Švédsko            | Sezónně: Stockholm |
| Ryanair                  | Irsko              | Sezónně: Dublin |
| Ryanair                  | Litva              | Sezónně: Kaunas |
| Ryanair                  | Maďarsko           | Sezónně: Budapešť |
| Ryanair                  | Polsko             | Sezónně: Gdaňsk · Poznaň · Krakov · Varšava–Modlin |
| Ryanair                  | Rakousko           | Sezónně: Vídeň |
| Ryanair                  | Slovensko          | Sezónně: Bratislava |
| Ryanair                  | Spojené království | Sezónně: Londýn–Luton |
| Scandinavian Airlines    | Dánsko             | Sezónní charter: Kodaň |
| Scandinavian Airlines    | Norsko             | Sezónní chartery: Oslo · Stavanger · Trondheim |
| Scandinavian Airlines    | Švédsko            | Sezónní charter: Stockholm |
| Skyline Express Airlines | Polsko             | Sezónní charter: Katovice · Varšava |
| Smartwings               | Česko              | Sezónně: Praha · Brno · Ostrava \| sezónní chartery: České Budějovice · Karlovy Vary · Pardubice                                                                               |
| Smartwings               | Slovensko          | Sezónně: Bratislava · Košice |
| Sunclass Airlines        | Finsko             | Sezónní charter: Helsinky |
| Sunclass Airlines        | Norsko             | Sezónní charter: Oslo |
| TUI Fly                  | Belgie             | Sezónně: Brusel |
| TUI Fly                  | Německo            | Sezónně: Hannover |
| TUI Fly                  | Nizozemsko         | Sezónně: Amsterdam |
| TUI Fly                  | Spojené království | Sezónní chartery: Birmingham · Cardiff · Londýn–Gatwick · Manchester · Newcastle                                                                                               |
| TUI Fly                  | Švédsko            | Sezónní charter: Stockholm |
| Wizz Air                 | Izrael             | Sezónně: Tel Aviv |
| Wizz Air                 | Maďarsko           | Sezónně: Budapešť · Debrecín |
| Wizz Air                 | Polsko             | Sezónně: Gdaňsk · Lublin · Varšava |
| Wizz Air                 | Rakousko           | Sezónně: Vídeň |
| Wizz Air                 | Spojené království | Londýn–Luton |

### Nákladní doprava
| Aerolinie         | Destinace |
| ----------------- | --------- |
| Kalitta Air       | Charter   |
| National Airlines | Charter   |
| Silk Way Airlines | Charter   |

## Galerie

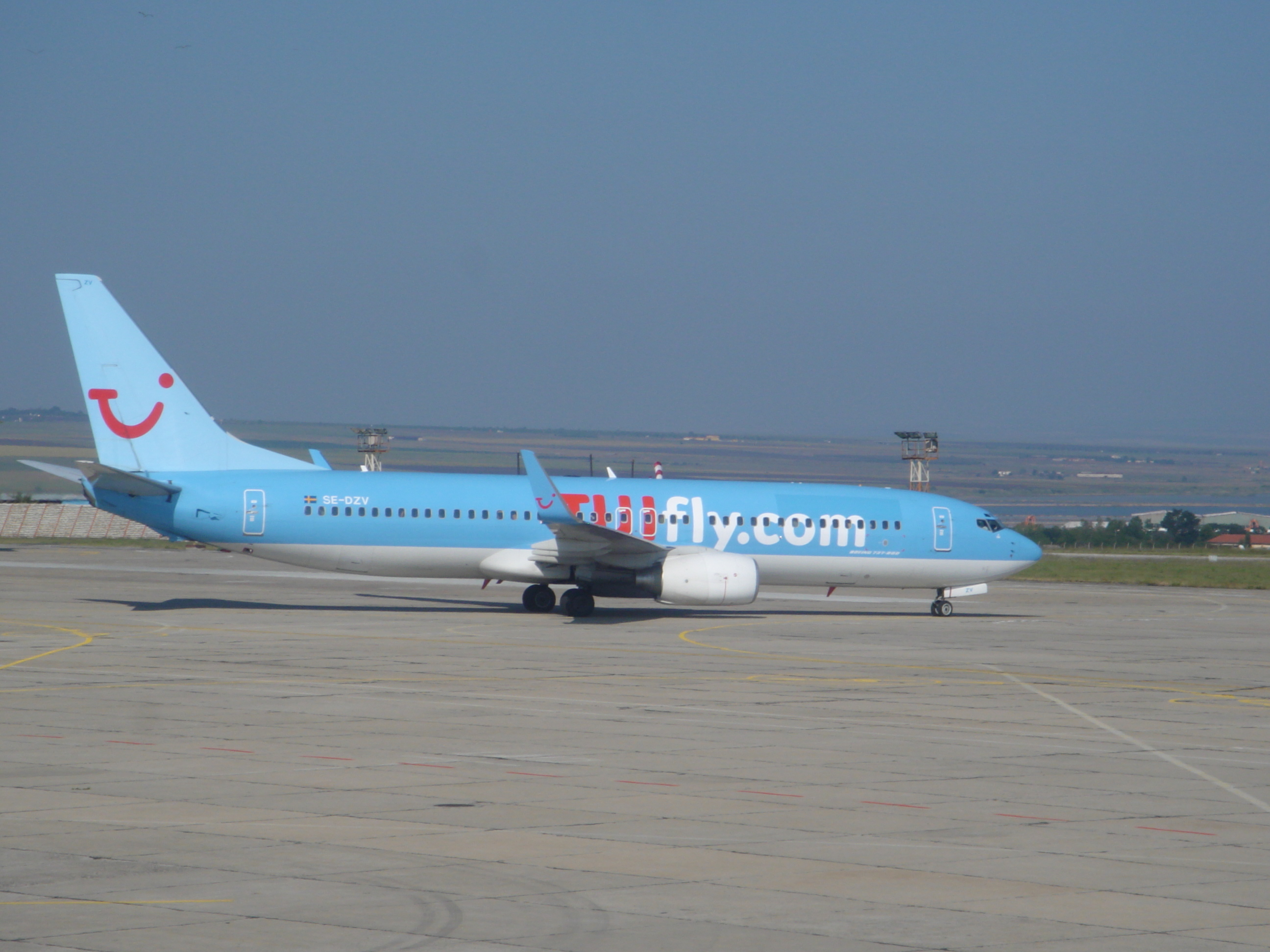
TUIfly Nordic Boeing 737-800 čeká na letišti v Burgase.
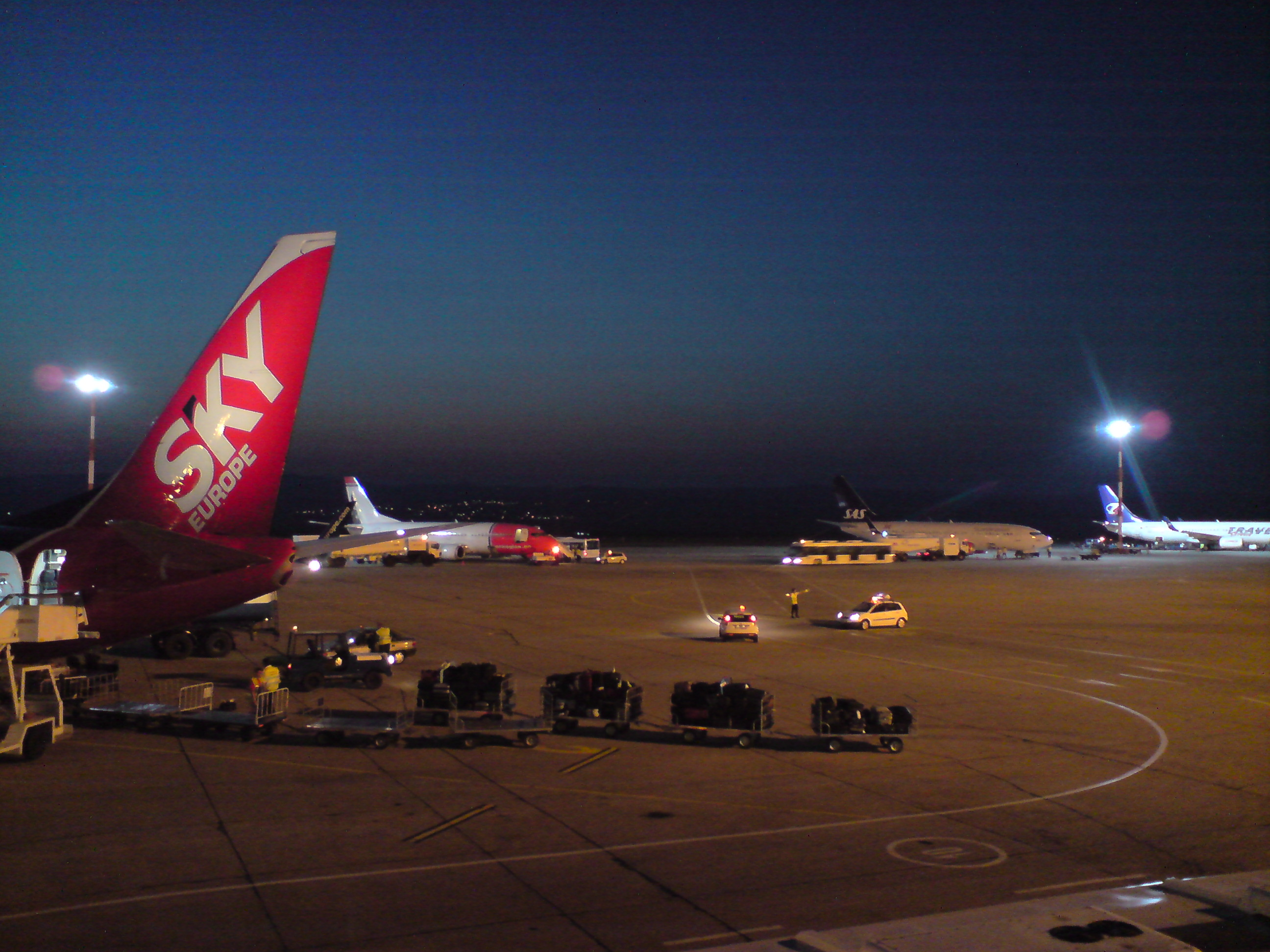
Noční provoz na letišti.
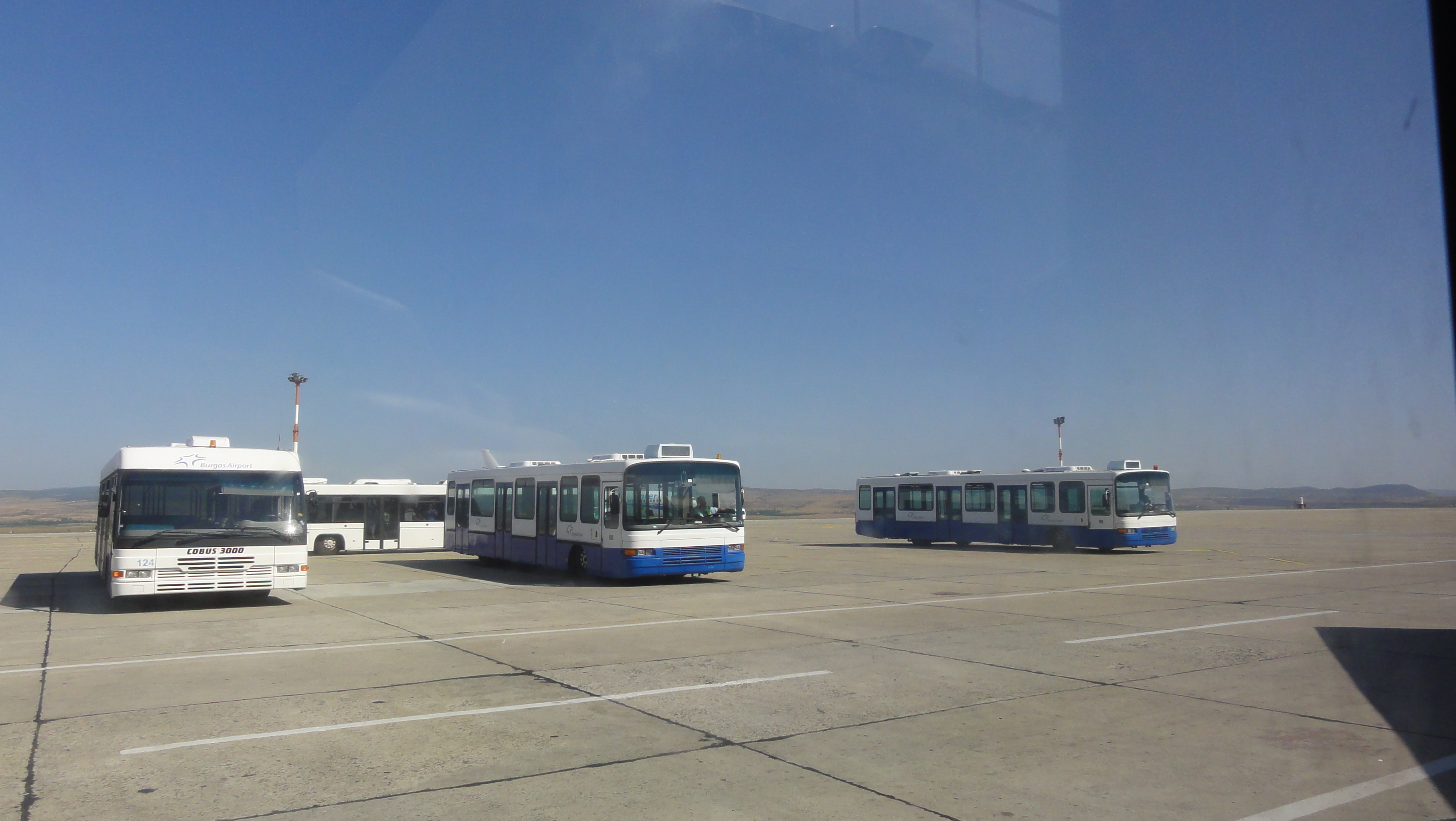
Letištní Cobusy.
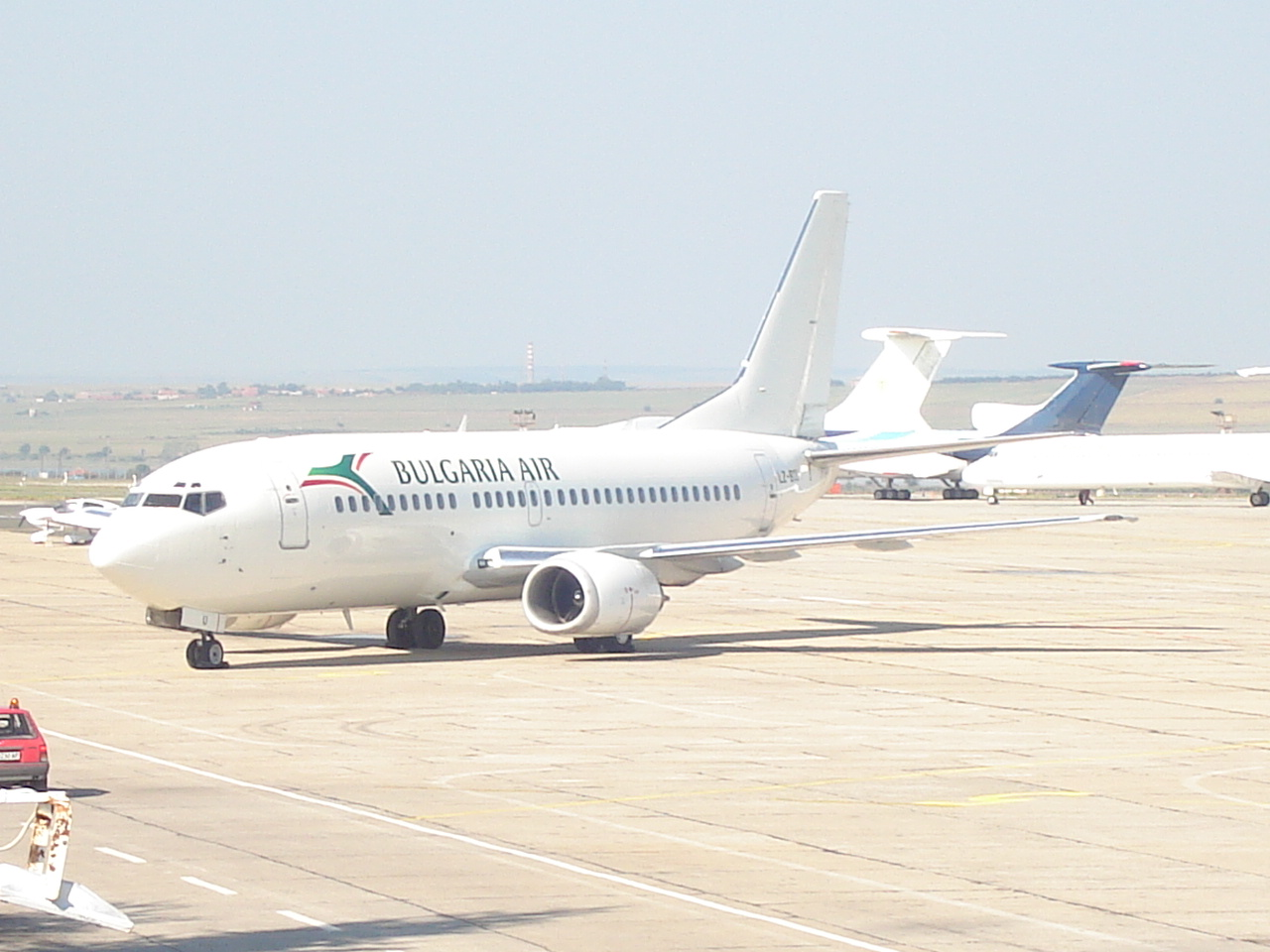
Bulgaria Air Boeing 737-500 se starým logem na letišti v Burgase.
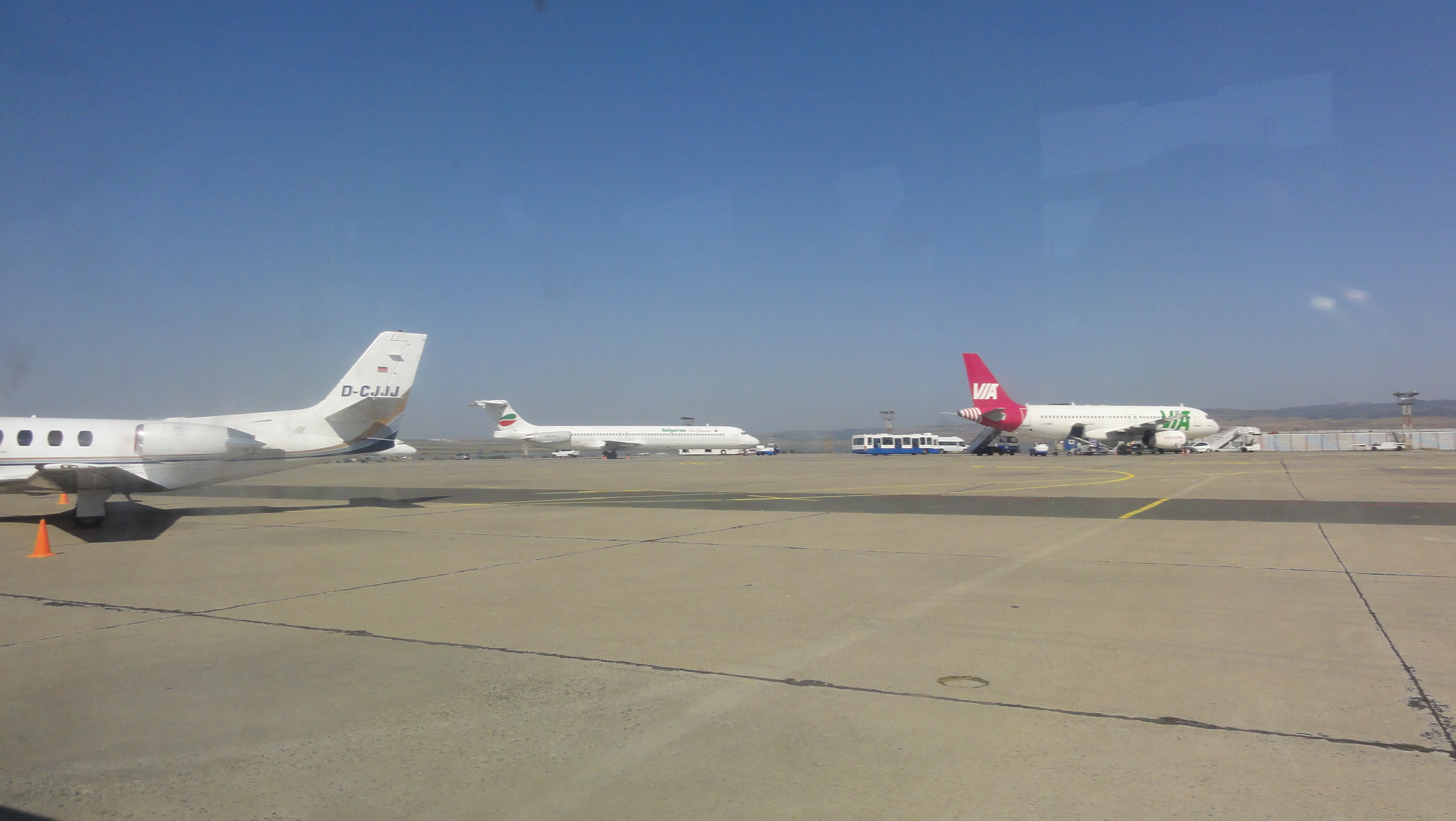
Letadla společností Air VIA a Bulgarian Air Charter.
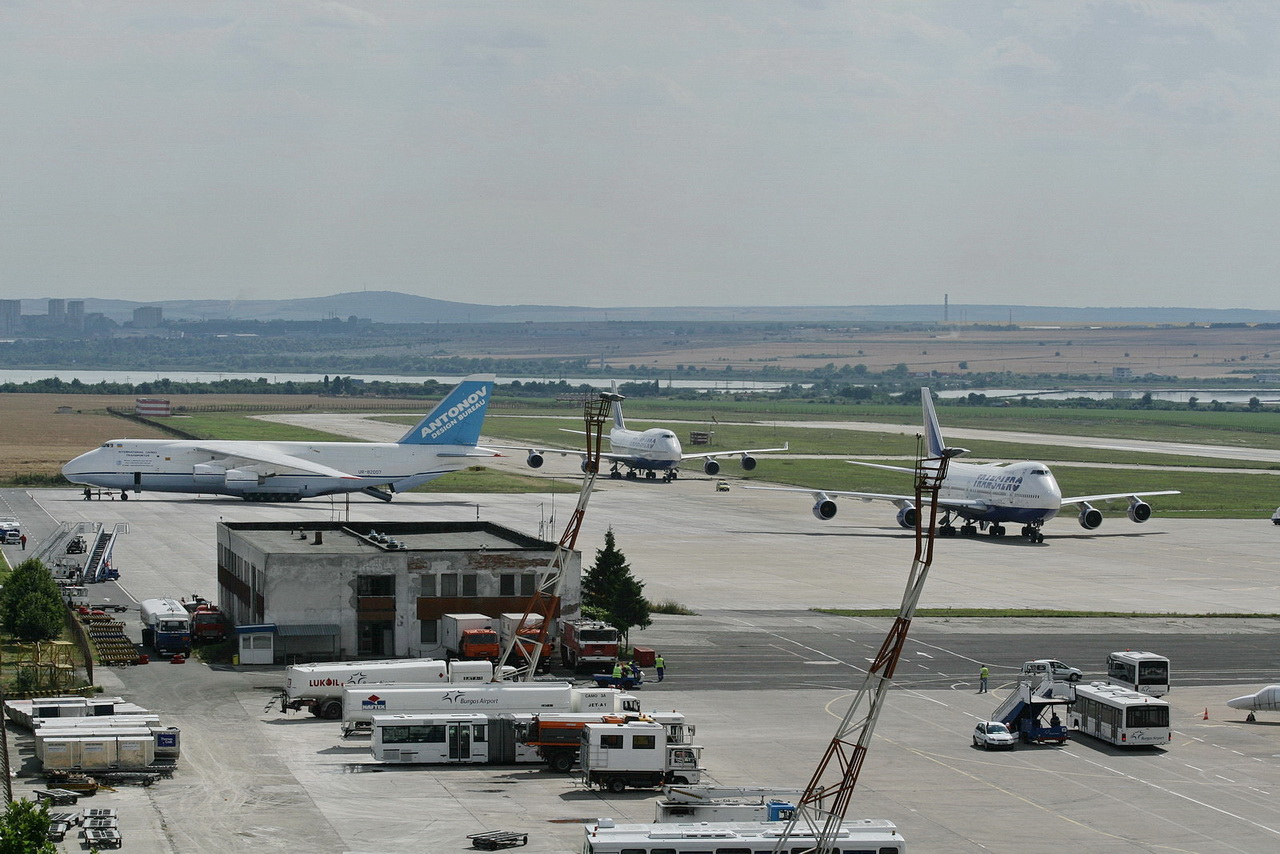
Letní provoz na letišti v Burgase.
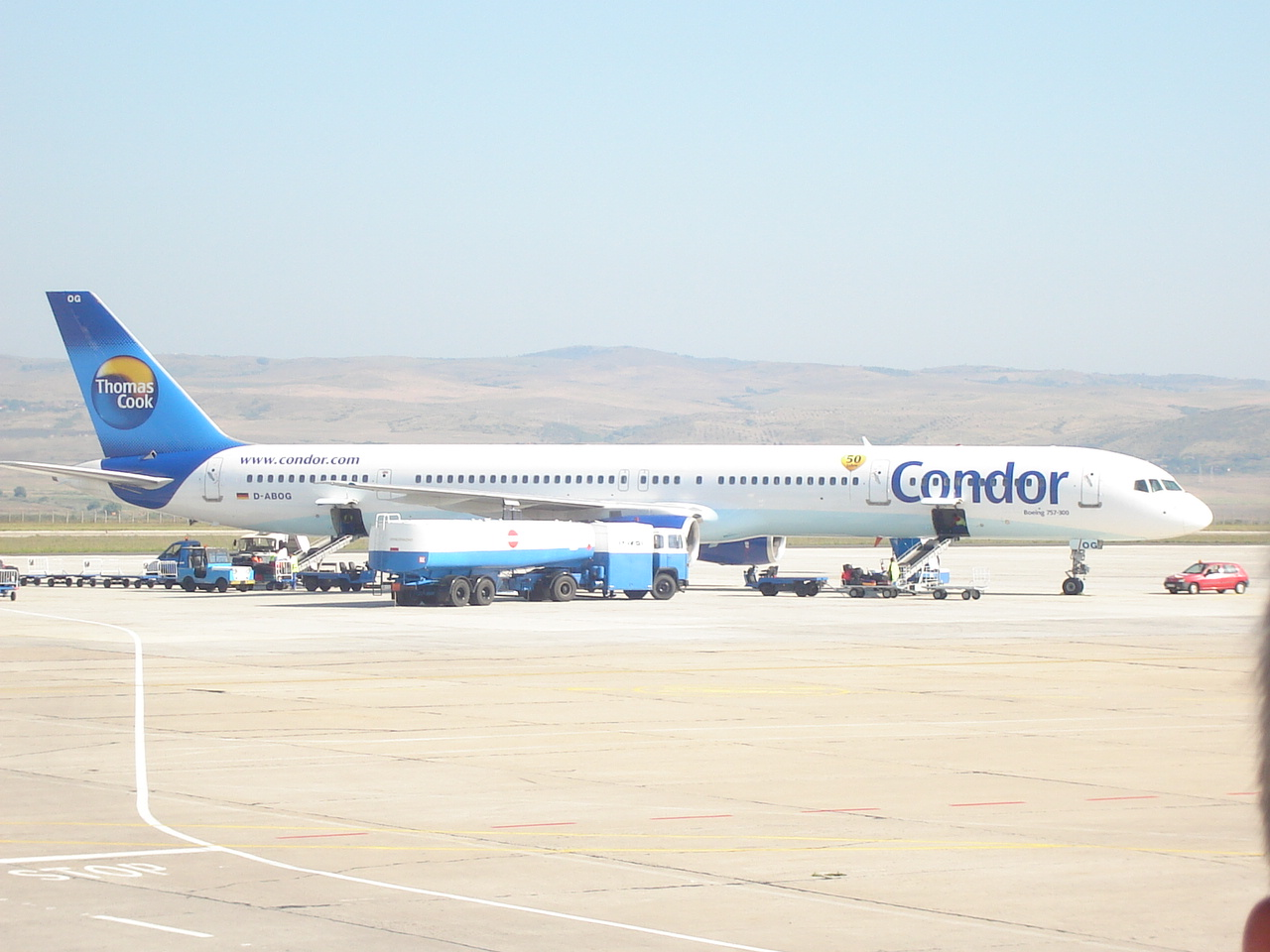
Boeing 757-300 společnosti Condor na letišti v Burgasu.
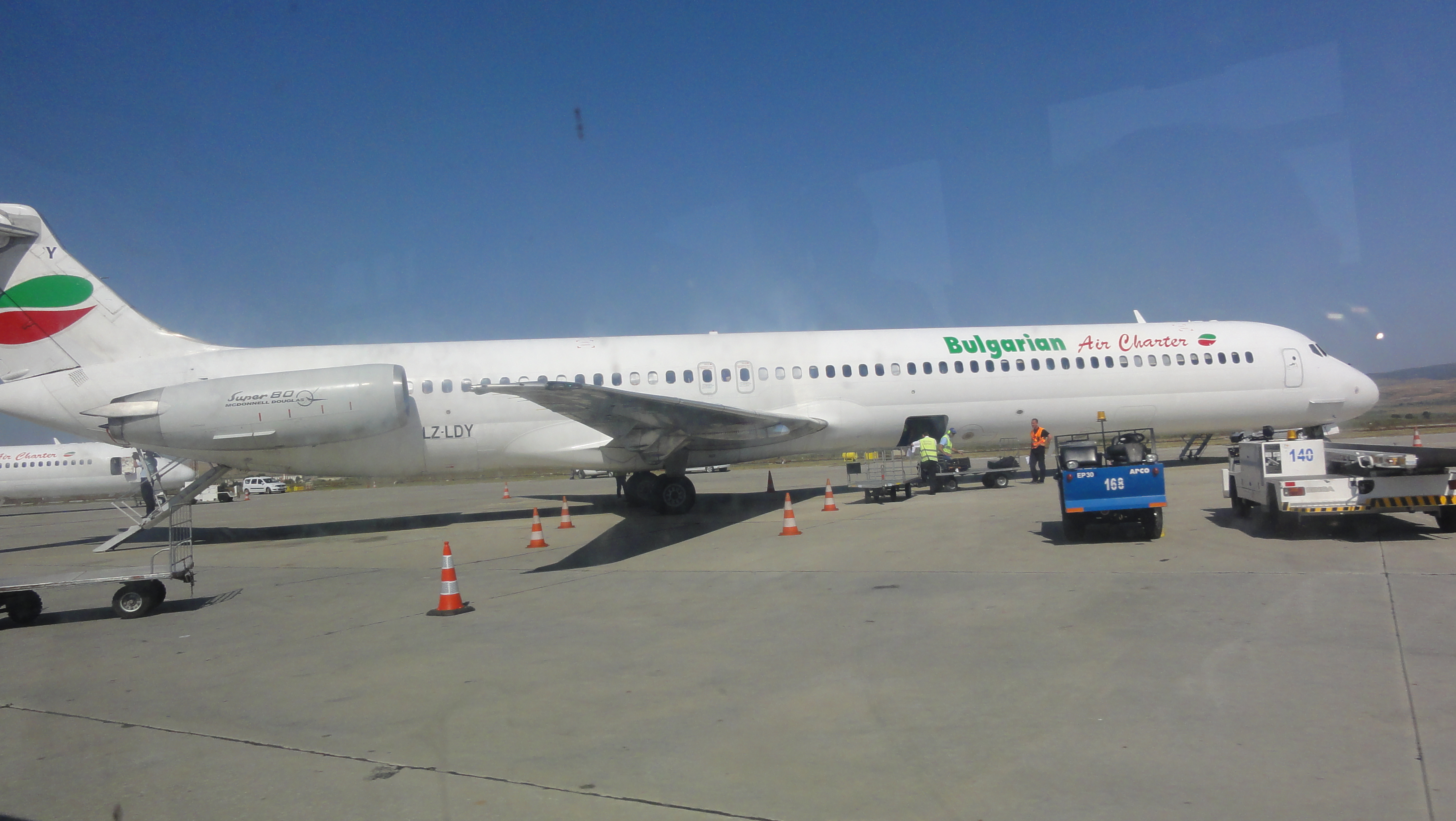
McDonnell Douglas MD-82 společnosti Bulgarian Air Charter.
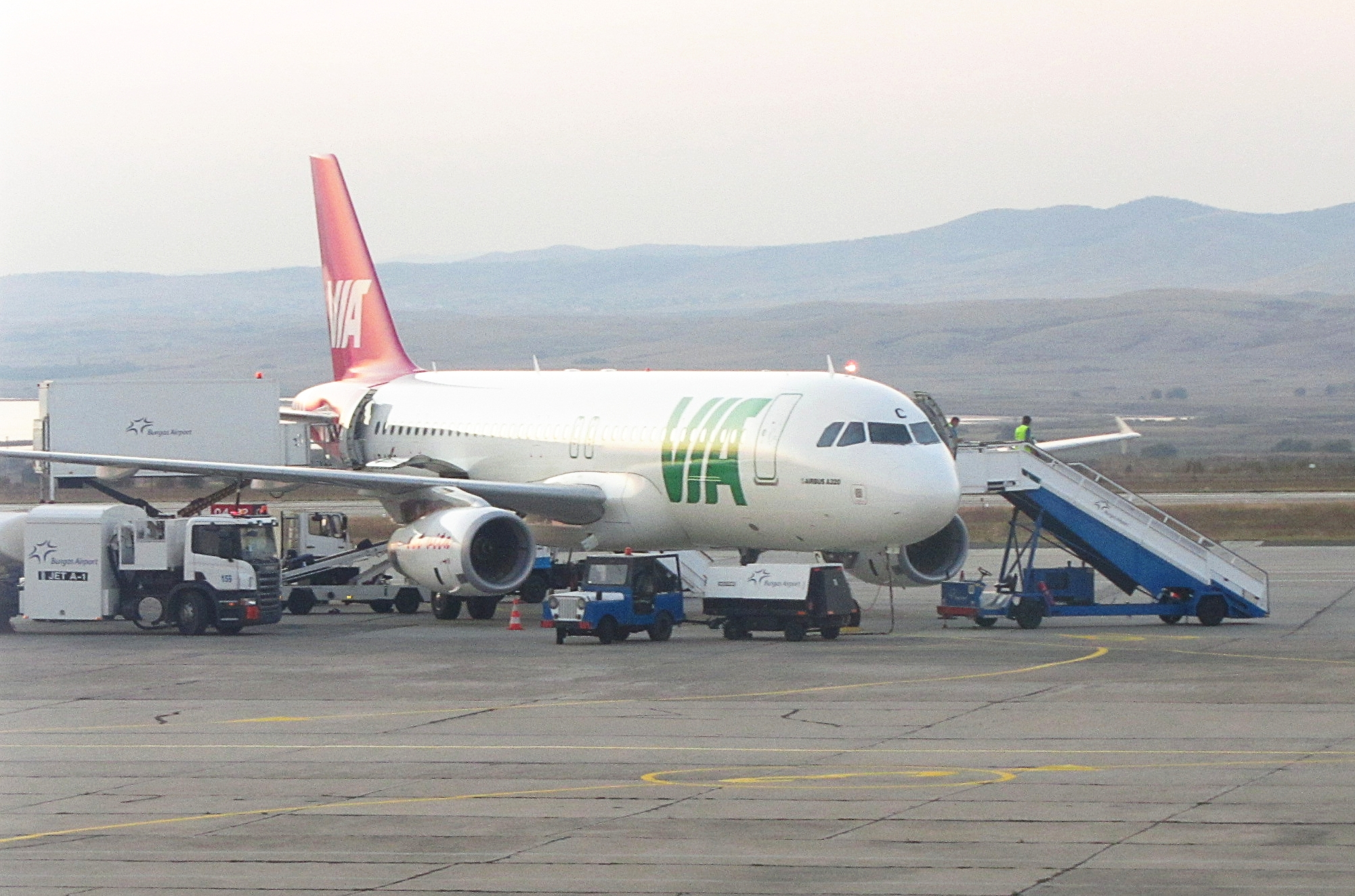
Airbus A320 společnosti Air VIA se připravuje na start.